# Division 1 i amerikansk fotboll för herrar 2020
Division 1 är den näst högsta serien i amerikansk fotboll för herrar i Sverige 2020. Serien spelas 16 maj - 5 juli 2020. Serien består av 8 lag uppdelade i två serier med 4 lag vardera. Vinst ger 2 poäng, oavgjort 1 poäng och förlust 0 poäng.

## Serieindelning[1]
S = Spelade matcher; V = Vunna matcher; O = Oavgjorda matcher; F = Förlorade matcher

GP = Gjorda poäng; IP = Insläppta poäng; P = Poäng
Färgkoder:
     – Kval

### Norra
Lagen möts i dubbelmöten.
| Nr | Lag                  | S | V | O | F | GP | IP | PS | P |
| -- | -------------------- | - | - | - | - | -- | -- | -- | - |
| 1  | AIK                  | 0 | 0 | 0 | 0 | 0  | 0  | 0  | 0 |
| 2  | Arlanda Jets         | 0 | 0 | 0 | 0 | 0  | 0  | 0  | 0 |
| 3  | Tyresö Royal Crowns  | 0 | 0 | 0 | 0 | 0  | 0  | 0  | 0 |
| 4  | Upplands-Bro Broncos | 0 | 0 | 0 | 0 | 0  | 0  | 0  | 0 |

| Hemma \ Borta        | AIK | AJ | TRC | UBB |
| AIK                  | —   | -  | -   | -   |
| Arlanda Jets         | -   | —  | -   | -   |
| Tyresö Royal Crowns  | -   | -  | —   | -   |
| Upplands-Bro Broncos | -   | -  | -   | —   |

### Södra
Lagen möts i dubbelmöten.
| Nr | Lag                    | S | V | O | F | GP | IP | PS | P |
| -- | ---------------------- | - | - | - | - | -- | -- | -- | - |
| 1  | Ekeby Greys            | 0 | 0 | 0 | 0 | 0  | 0  | 0  | 0 |
| 2  | Karlskoga Wolves       | 0 | 0 | 0 | 0 | 0  | 0  | 0  | 0 |
| 3  | Kristianstad Predators | 0 | 0 | 0 | 0 | 0  | 0  | 0  | 0 |
| 4  | Limhamn Griffins       | 0 | 0 | 0 | 0 | 0  | 0  | 0  | 0 |

| Hemma \ Borta          | EG | KW | KP | LG |
| Ekeby Greys            | —  | -  | -  | -  |
| Karlskoga Wolves       | -  | —  | -  | -  |
| Kristianstad Predators | -  | -  | —  | -  |
| Limhamn Griffins       | -  | -  | -  | —  |

## Slutspel
Kvartsfinal
|  | vecka 27 | 1:a Norra | – | 4:a Södra |  |  |
|  |          |           |   |           |  |  |
|  |          |           |   |           |  |  |
|  |          |           |   |           |  |  |

|  | vecka 27 | 1:a Södra | – | 4:a Norra |  |  |
|  |          |           |   |           |  |  |
|  |          |           |   |           |  |  |
|  |          |           |   |           |  |  |

|  | vecka 27 | 2:a Norra | – | 3:a Södra |  |  |
|  |          |           |   |           |  |  |
|  |          |           |   |           |  |  |
|  |          |           |   |           |  |  |

|  | vecka 27 | 2:a Södra | – | 3:a Norra |  |  |
|  |          |           |   |           |  |  |
|  |          |           |   |           |  |  |
|  |          |           |   |           |  |  |